# Целиевский сельский совет
Целиевский сельский совет (укр. Целіївська сільська рада) — входит в состав
Гусятинского района
Тернопольской области
Украины.
Административный центр сельского совета находится в 
с. Целиев.

## Населённые пункты совета
- с. Целиев